# Forensisch Psychiatrisch Centrum Mesdag

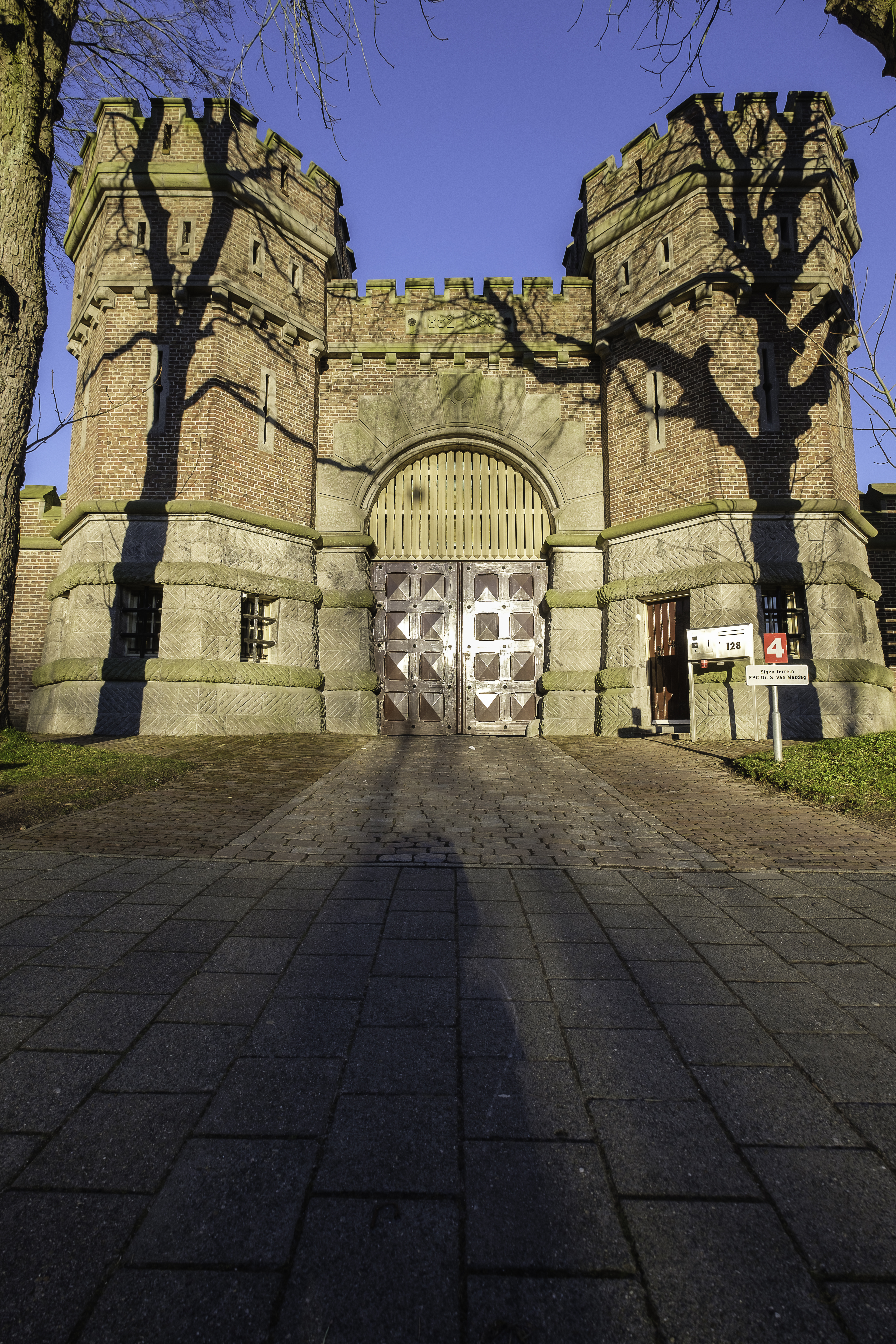
Poortgebouw aan voorzijde van de voormalige Cellulaire Strafgevangenis (2019)

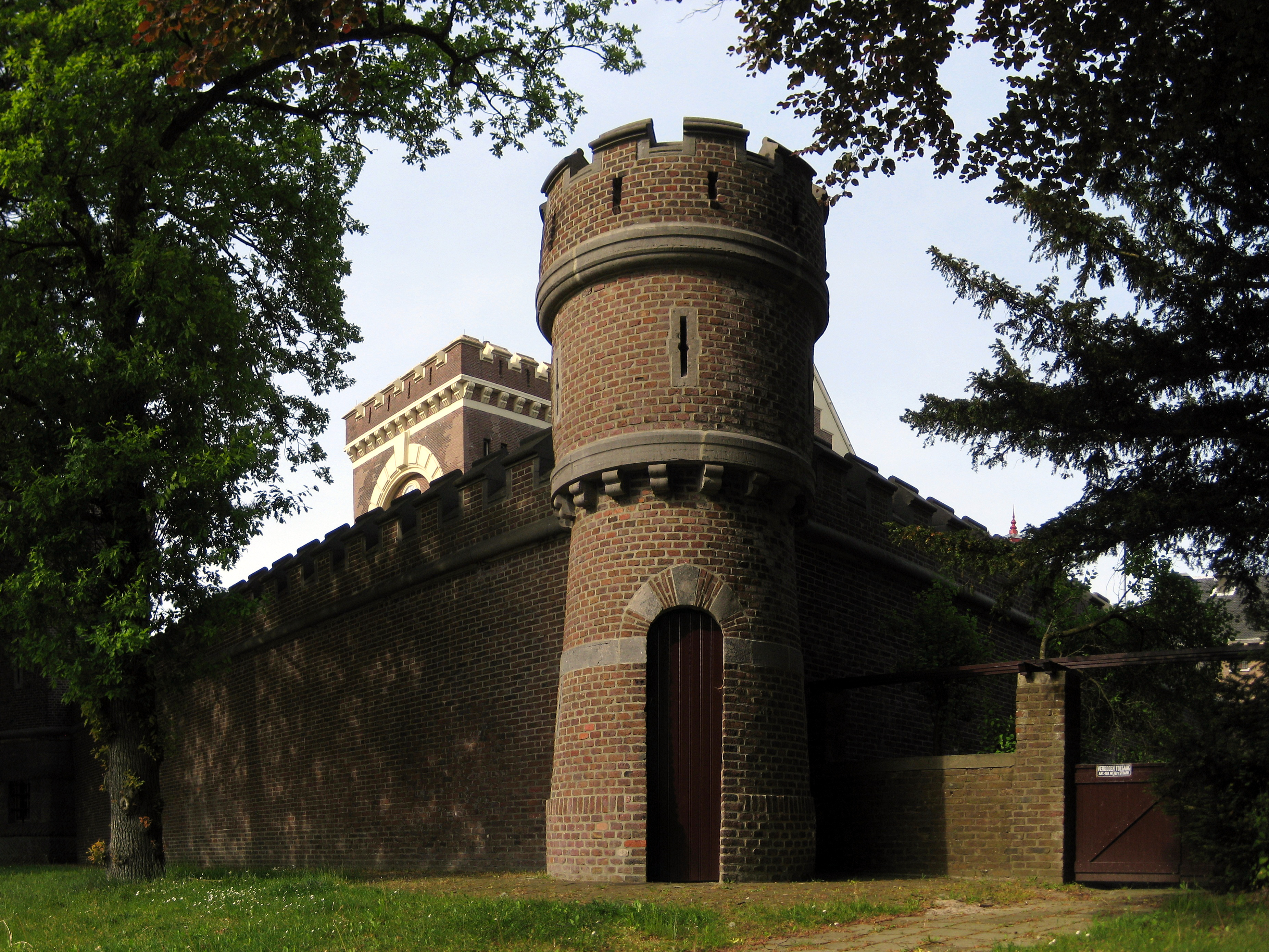
Hoektoren in de ommuring (2011)

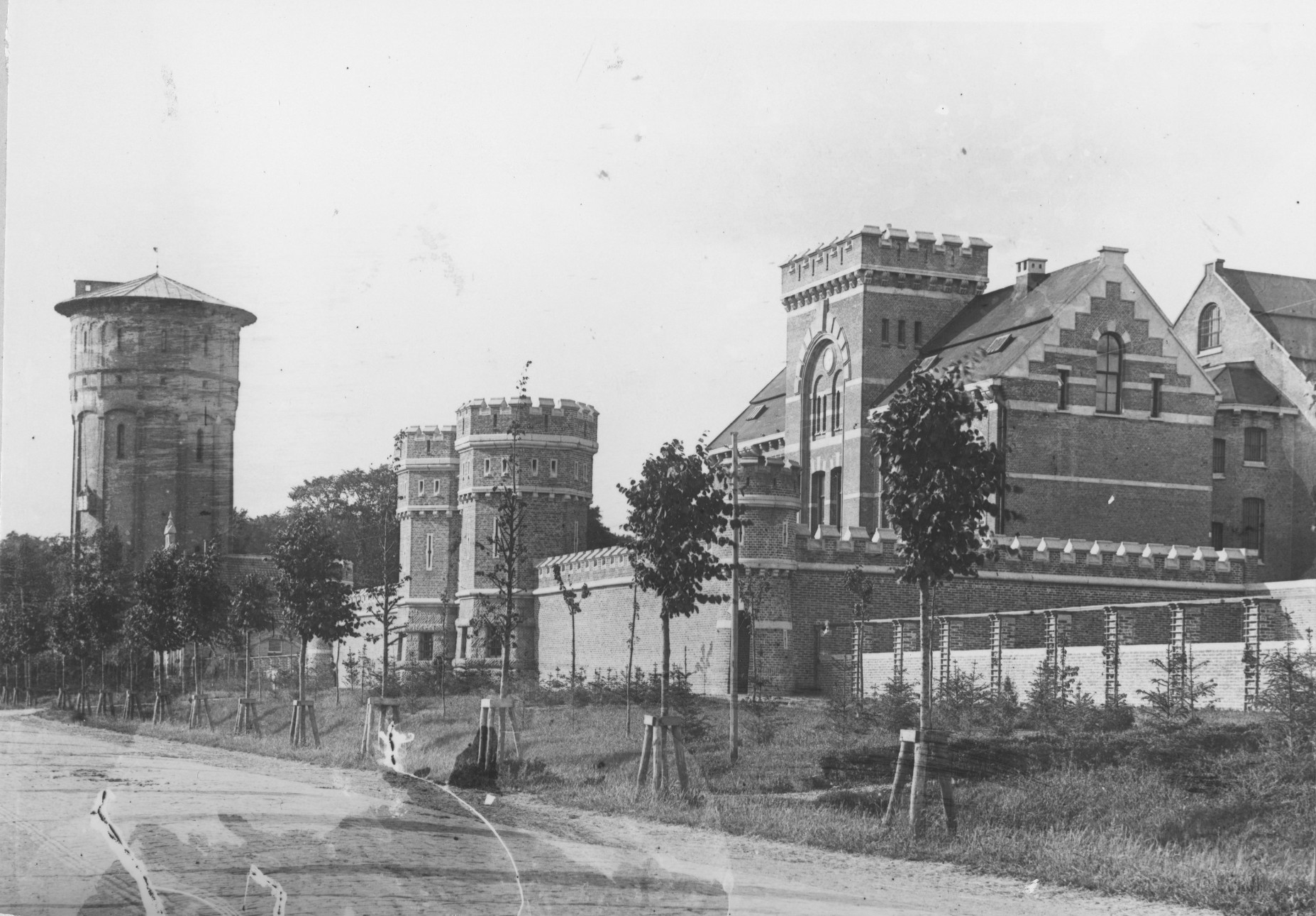
De Cellulaire Gevangenis vlak na de bouw in 1883. Links de vroegere watertoren in het Sterrebos.

Het Forensisch Psychiatrisch Centrum Mesdag (eerder FPC Dr. S. van Mesdag en Dr. S. van Mesdagkliniek genaamd) is een forensisch psychiatrisch centrum (tbs-kliniek of FPC) in de Nederlandse stad Groningen. Het FPC is vernoemd naar de Nederlandse arts Synco van Mesdag en biedt plaats aan ongeveer 260 tbs-patiënten. De instelling is sinds 1951 gehuisvest in het complex van de voormalige Cellulaire Strafgevangenis. De oude gebouwen vormen een rijksmonument. 
In het complex was het Van Mesdag Kliniek Museum gevestigd, dat echter vanwege het ontbreken van een brandtrap als gevolg van de aangescherpte veiligheidseisen na de Schipholbrand niet voor het publiek toegankelijk was en daarom in 2015 gesloten werd.

## Geschiedenis

### Strafgevangenis
Het FPC was van origine een strafgevangenis voor recidiverende criminelen. Dit gebouw verrees tussen 1882 en 1883 als vleugelgevangenis in eclectische stijl naar ontwerp van justitie-architect Johan Metzelaar volgens de principes van het cellulair systeem, waarbij gevangenen niet langer gezamenlijk werden opgesloten, maar een celstraf kregen. Het was de eerste van een reeks vleugelgevangenissen die Johan Metzelaar en zijn zoon Willem Metzelaar in Nederland bouwden in het kader van de nieuwe Wetboek van Strafrecht uit 1881. De kosten bedroegen ongeveer 800.000 gulden. In maart 1884 werd de gevangenis geopend. De gevangenis werd gerealiseerd op de vrijgekomen gronden van de Helperlinie. Deze gronden behoorden tot de gemeente Haren en werden daarom in 1884 geannexeerd door de gemeente Groningen, waarbij de gemeentegrens werd verschoven naar het Helperdiep.
Het oorspronkelijke gebouw bestaat uit een entreegebouw met kantelen, waar de kantoren gevestigd werden. Een verbindingsvleugel geeft toegang tot een centraal achthoekige gebouw. In dit gebouw bevindt zich het trappenhuis, dat toegang geeft tot twee vleugels evenwijdig aan de Hereweg. Rond het gebouw werd een stenen muur gebouwd met hoektorens. Bij de ingang werd een massief poortgebouw met twee achthoekige torens gebouwd. Torens en muur moesten door hun massieve uitstraling en de kantelen erop het idee geven van een onneembare vesting. Achter het hoofdgebouw werd een kerk aangebouwd. Achter de gevangenis lag een exercitieterrein van de Rabenhauptkazerne. Tijdens de Eerste Wereldoorlog was hier het interneringskamp Engelse Kamp gevestigd. 
In de gevangenis werden mensen gedurende maximaal 5 jaar in volledige afzondering opgesloten, waarna ze de eventuele rest van hun straf gezamenlijk moesten uitzitten. Tot 1939 mochten gevangenen geen contact met elkaar hebben en werden ze door cipiers aangesproken met hun nummer, dat ze zichtbaar op hun kleding moesten dragen. De gevangenen werden alleen uit hun cel gelaten om te luchten of voor het wekelijks verplichte bezoek aan de kerk. In deze gevangeniskerk zaten gevangenen een afgescheiden hokje, zodat ze de gevangenen om hen heen niet konden zien. De gevangenis beschikte over een medische afdeling, waar personen ook onderzocht werd volgens de gedachtes van de bertillonage. 
In 1890 werden aan weerszijden van het poortgebouw voor de muur een tweetal identieke directeurswoningen gebouwd: de noordelijke voor de directeur en de zuidelijke voor de adjunct-directeur. In 1890 en 1894 werden twee rijen cipierswoningen ten zuiden en zuidwesten van de gevangenis gebouwd. Daartussen verrees in 1899 nog een kantoorgebouw. In 1901 werd een Huis van Bewaring aangebouwd, waar de gevangenen uit het Tuchthuis aan de Zoutstraat naartoe worden overgeplaatst.
Tijdens de Tweede Wereldoorlog werd een vleugel gevorderd door de Duitse bezetter voor het onderbrengen van eigen gevangenen. Vlak na de oorlog werden hier ook de op Schiermonnikoog opgepakte Duitse bevelhebbers van het Scholtenhuis hier opgesloten, alvorens ze werden geëxecuteerd.

### Omzetting naar TBR-kliniek
Vanaf de invoering van het Wetboek van Strafrecht in 1886 werden misdadigers die volgens een psychiater ontoerekeningsvatbaar waren, niet meer naar de gevangenis gestuurd. In plaats daarvan werden ze gedwongen opgenomen (lees: opgesloten) in een psychiatrische inrichting. Opsluiten in een inrichting kon alleen bij echte gestoorden, met misdadigers die verminderd toerekeningsvatbaar waren kon de rechter niet zo veel. Daarom werd in 1928 een nieuwe maatregel ingevoerd: tbr, oftewel: terbeschikkingstelling van de regering. Met de tbr-regeling kon de rechter een gecombineerd vonnis uitspreken: de verdachte kreeg een gevangenisstraf voor het deel waaraan hij schuldig was en voor het niet als schuldig aan te merken deel kreeg hij tbr. 
Na de oorlog groeide het aantal personen met tbr snel, wat leidde tot een grote vraag naar opvangplekken. De gevangenis was vanwege zijn opzet en bouwvalligheid ondertussen afgekeurd voor verdere huisvesting van gevangenen en er waren plannen om deze af te breken. Vanwege een tekort aan bouwcapaciteit werd echter besloten deze voorlopig te handhaven. In 1951 werd tijdelijk een 'noodasiel voor psychopaten' in de zuidvleugel van de gevangenis gevestigd; het begin van de tbs-kliniek. De cipiers werden niet gewijzigd en waren zowel verantwoordelijk voor de 'gewone' gevangenen als de tbr-gestelden. In de jaren 1960 kwam de overgang van gevangenis naar tbr-inrichting op gang: een psychiater werd geneesheer-directeur en daarmee veranderde ook het regime. Er werden gedragsdeskundigen in dienst genomen om de tbr-gestelden te behandelen en een groot deel van de bewaarders werd omgeschoold tot groepsleider of sociotherapeutisch medewerker. 
In 1958 werd de hele gevangenis bestemd voor 'psychisch gestoorde gedetineerden' en werden de overige gevangenen overgebracht naar de Blokhuispoort in Leeuwarden. In 1962 werden de resterende gevangenen naar Veenhuizen overgeplaatst. Dat jaar werd namelijk een grootschalige verbouwing doorgevoerd, waarbij de kerk en de eraan grenzende oostvleugel werden gesloopt, omdat deze niet meer voldeden aan de nieuwe doelgroep. De kerk werd voortaan als noodkerk gehuisvest op verschillende plekken in het gebouw.  
De instelling werd vanwege de zware beveiliging vanaf toen aangewezen voor de opvang van de categorie tbr-verpleegden die als 'vlucht- of gemeenvaardig' waren bestempeld. Het nieuwe regime kwam tot uiting in de nieuwe naam ‘Dr. S. van Mesdaginrichting’ waarin het behandelaspect van de rijkskliniek meer naar voren kwam. Veel maatregelen bleven in eerste instantie echter in stand en ook de gevangeniskleding bleef nog lange tijd in gebruik. Wel werden gevangenen voortaan niet meer in een cel opgevangen, maar verbleven in een groep op een woonafdeling. Voortaan werden ze beschouwd als 'patiënten'.
De gevangenen waren het niet altijd eens met deze vorm van opsluiting in deels verouderde gebouwen gecombineerd met het zeer restrictieve beleid van de eerste geneesheer-directeur Joop van Belkum. Er mocht bijvoorbeeld nauwelijks contact zijn met familie en vrienden en er was een groot tekort aan sociotherapeuten. De angst om langdurig (uitzichtloos) vast te komen te zitten, de machteloze boze reacties van de gedetineerden op zaken waaraan ze niets konden veranderen en de reacties van de bewaking (het veelvuldig 'platspuiten' van gevangenen, het veiligheidsbed ('de fiets') en de isoleercel) leidden tot veel boosheid.  In 1963 en 1964 vonden twee grote opstanden plaats in de kliniek, die alleen met inzet van een grote politiemacht en het leger konden worden beëindigd. Onder cliënten had de Van Mesdag de bijnaam 'Hel van het Noorden' volgens De Telegraaf , die vanaf 1966 een campagne voerde tegen het beleid in de Van Mesdag. De opstanden hadden wel duidelijk gemaakt dat er snel wat moest veranderen aan de gebouwen en brachten de aanwezige verbouwplannen in een stroomversnelling.

#### Uitbreidingen
In 1969 vertrok Van Belkum en werd begonnen met de eerste fase van de nieuwbouw van de Dr. S van Mesdagkliniek achter het oude hoofdgebouw, waardoor het gebouw aanzienlijk groter werd. Er kwamen nieuwe arbeidstherapiezalen, gebouwen voor directie en administratie, een sportzaal, een recreatiezaal, ruimtes voor creatieve therapie en onderwijs en een bibliotheek. Ook werd een nieuwe kerk gebouwd, die op palen vrijstaand van het hoofdgebouw werd geplaatst om daarmee te benadrukken dat kerkgang niets met de eventuele tbr-straf te maken had. Het Huis van Bewaring werd uitgebreid en kreeg een interne verbinding met de Van Mesdagkliniek. De keuken verzorgde voortaan de maaltijden van beide complexen.
In 1971 en 1974 vonden opstanden plaats in het Huis van Bewaring. Deze opstanden hadden tot gevolg dat het tussen 1974 en 1982 gedurende 8 jaar alleen overdag geopend was.
In 1976 werd de hoofdpoort van het oude gebouw aan de Hereweg gesloten en werd de ingang verplaatst naar de Engelse Kamp 5 aan oostzijde. Aanvankelijk had men de gedachte gehad om in de tweede fase het oorspronkelijke gevangenisgebouw af te breken, omdat het al jaren was afgekeurd. Op die plek moest een nieuw kantorengebouw voor het personeel verrijzen. De poort kon dan wel worden afgebroken en herbouwd worden over het fietspad bij de watertoren in het Sterrebos. Omdat het geld door bezuinigingen in de jaren 1970 eerst op was, werd deze tweede fase echter eerst uitgesteld. Ondertussen werd het hoofdgebouw echter aangewezen tot monument, waarop men genoodzaakt was het te handhaven.  
In de jaren 1980 werd duidelijk dat vooral het oude gevangenisgebouw niet meer voldeed aan de eisen van een kliniek. Vanwege een landelijk tekort aan tbs-plaatsen werd in de jaren 1990 besloten het aantal plaatsen in de Mesdagkliniek uit te breiden van 94 naar 157. Met het geld dat daarmee beschikbaar kwam kon eindelijk de al in de jaren 1960 geplande tweede fase worden uitgevoerd. Daarbij werd het oude hoofdgebouw grondig gerenoveerd en aangepast aan de eisen van de moderne tijd. Op het achterterrein van de kliniek werd ter plaatse van de vroegere voetbalvelden een forse uitbreiding gerealiseerd naar voorbeeld van de PI Lelystad en de PI Almere. Omdat dit om een leaseconstructie ging, waarbij het gebouw eenvoudig moest kunnen worden omgezet naar een nieuwe functie leverde dit een behoorlijke discussie op omdat de standaardvoorzieningen voor gewone gevangenen in de PI's sterk afweken van die van de verpleegden in de Van Mesdagkliniek, waarmee het gebouw ruim 100.000 gulden duurder werd.
met nieuwe woonafdelingen en een aantal activiteiten- en therapieruimten. De cellen hadden bij de oplevering in 1994 eindelijk een eigen sanitaire voorziening, zodat toen eindelijk ook afscheid genomen kon worden van spartaanse voorzieningen zoals de beddenpan (in de betekenis van po) en de waterkan.
Door alle ruimtes in de kliniek goed te benutten, interne verbouwingen en het uitplaatsen van patiënten in de laatste fase van hun behandeling naar andere instelling kon de capaciteit worden uitgebreid tot ongeveer 230 personen. In 2006 werd de naam gewijzigd naar  is FPC Dr. S. van Mesdag. In 2008 werd de kliniek door het Rijk verzelfstandigd om beter te kunnen samenwerken met de Groningse GGZ-instelling Lentis en zo de doorstroming naar de reguliere GGZ te kunnen bevorderen. In 2008 werd het oude Huis van Bewaring wegens overcapaciteit eveneens gesloten. De verdachten uit het Arrondissement Noord-Nederland worden sindsdien opgesloten op andere plekken, zoals de PI Ter Apel.
In 2011 werd het complex wederom uitgebreid, waardoor de capaciteit van het complex werd uitgebreid tot ongeveer 260 opvangplaatsen. De ingang werd daarbij weer verplaatst, nu naar de Helperlinie aan zuidzijde.

## Activiteiten
De Mesdag behandelt mannen die een delict hebben gepleegd en daarvoor meestal een straf hebben uitgezeten in de gevangenis. Daarnaast vervult de Mesdagkliniek een landelijke functie voor de opvang van extreem vlucht- en beheersgevaarlijke tbs-gestelden en wordt deze gebruikt als tijdelijke crisisopvang voor de reguliere GGZ. Patiënten waarvan tijdens de behandeling blijkt dat het risico voor de samenleving niet is afgenomen, worden voorbereid op een verblijf in een van de longstay-afdelingen van de Pompestichting in Zeeland (De Corridor) of Vught. 

#### Beveiliging
FPC Dr. S. van Mesdag beschikt over beveiligingsniveau 4. Dit is het hoogste beveiligingsniveau in de justitiële sector. Dat maakt de kliniek geschikt voor de opvang van de zwaarste categorie tbs'ers. Binnen de tbs-kliniek zijn er verschillende afdelingen (units) met een eigen beveiligingsniveau. De zwaarst beveiligde afdelingen zijn de instroomafdelingen Eems 2 en Eems 3; de zogenoemde afdelingen voor Zeer Intensieve Specialistische Zorg (ZISZ; voorheen Very intensive care of VIC genoemd), waar maximaal 6 moeilijk benaderbare en behandelbare patiënten met een verhoogd risico op agressief gedrag met de  Extreem Vlucht en Beheers Gevaarlijk-status (EVBG) worden behandeld alvorens ze kunnen doorstromen voor verdere behandeling in de kliniek. Daarnaast zijn er diverse afdelingen met wisselende veiligheidsniveaus.  
De kliniek heeft een eigen beveiligingsteam dat wordt aangeduid als de Dienst Geïntegreerde Beveiliging(DGB). De DGB ondersteunt met name de sociotherapeuten in hun werk op de behandelafdelingen. De kliniek is daarnaast uitgerust met een pieper-alarmsysteem en er hangen in en rondom de kliniek in totaal 180 camera's. 
Door de immateriële en materiële veiligheidsmaatregelen zijn de patiënten nauwelijks tot niet gevaarlijk voor de samenleving. Alleen wanneer de kans op het plegen van een delict is verkleind tot een minimaal risico kan een patiënt naar buiten, eerst met en later zonder begeleiding. Ook binnen de muren streeft de Mesdag naar een veilige woon- en werkomgeving voor patiënten, medewerkers en bezoekers.

#### Onderzoek
Daarnaast vindt er in de Van Mesdag wetenschappelijk onderzoek plaats. Daarin werkt de Van Mesdag samen met andere onderzoeks- en opleidingsinstituten, zoals de Rijksuniversiteit Groningen.

## Organisatie
FPC Dr. S. van Mesdag is een particuliere stichting en een van de dertien forensisch psychiatrische centra (FPC's) waar ongeveer 260 mannen met een tbs-maatregel behandeld worden. Er werken ongeveer 500 mensen. De Directie Forensische Zorg van het Ministerie van Justitie en Veiligheid stelt de beleidskaders op waarbinnen de FPC's de tbs-maatregel uitvoeren. Ieder jaar maakt de Mesdag afspraken met de Directie Forensische Zorg over de te behalen resultaten. Het management van de Mesdag maakt, binnen de kaders van de Directie Forensische Zorg, beleid voor de wijze waarop de Mesdag haar patiënten behandelt. 
De Mesdag werkt samen met Lentis in Forint, het samenwerkingsverband voor de Forensische en Intensieve GGZ in het Noorden. De raad van bestuur van Lentis is eveneens de raad van bestuur van FPC Dr. S. van Mesdag, en de directie van de Mesdag stuurt ook de Lentis-onderdelen IZZ en AFPN aan. Daardoor kan het beleid voor de verschillende onderdelen goed op elkaar worden afgestemd. Door de behandeling steeds meer op elkaar aan te laten sluiten, is het steeds beter mogelijk om patiënten vanuit de Mesdag door te laten stromen naar een vervolgvoorziening binnen de keten.  

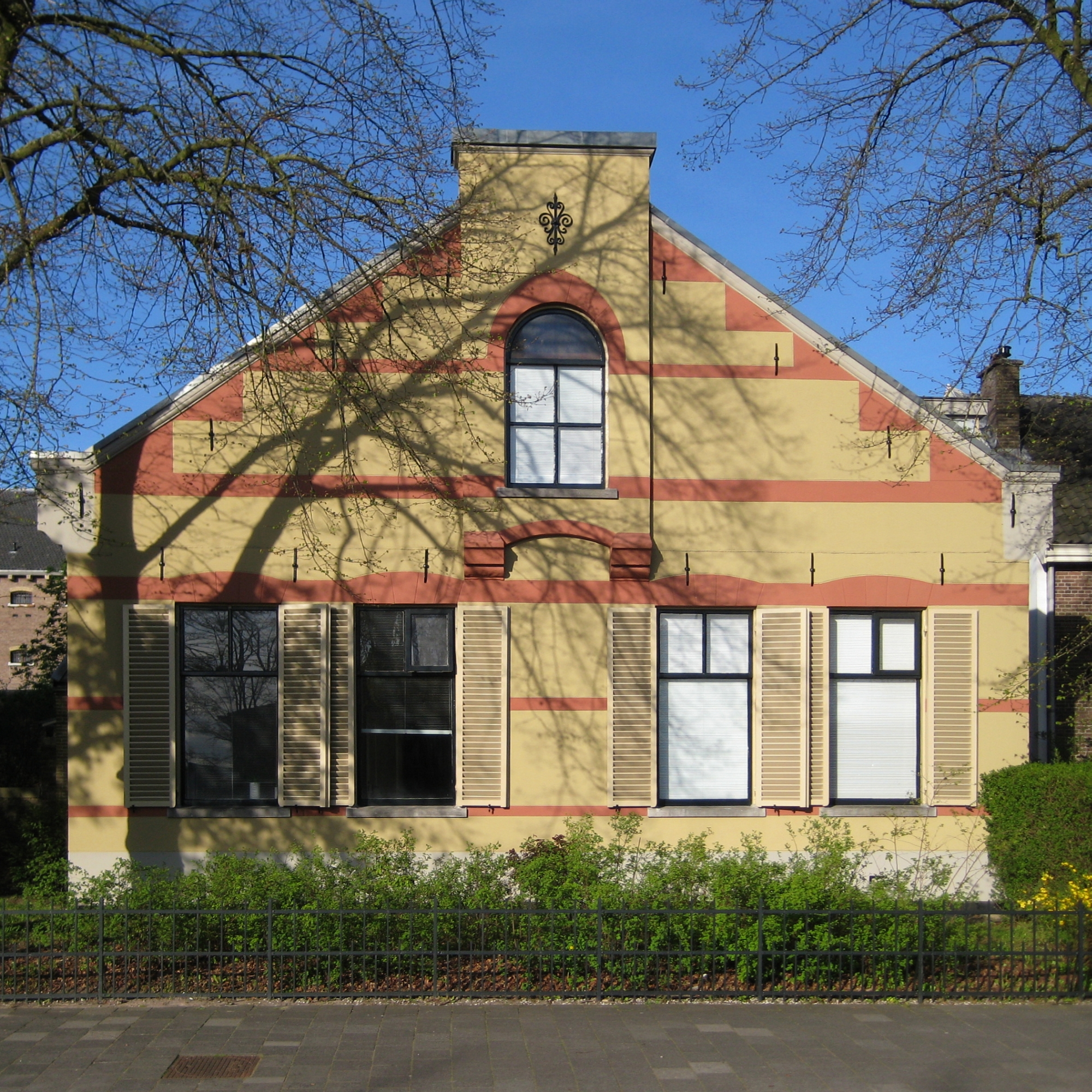
Een van de voormalige directeurswoningen bij de gevangenis
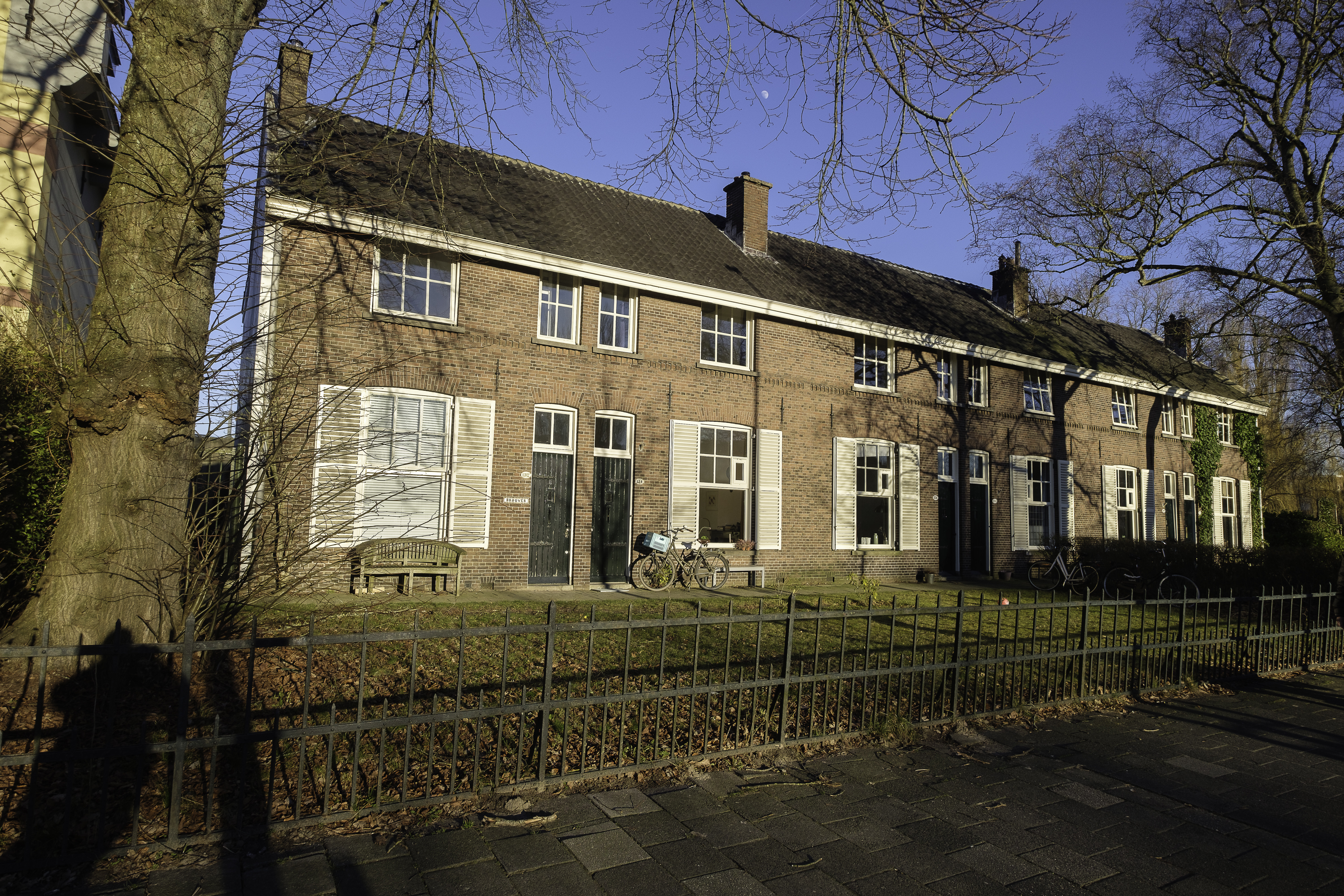
Voormalige cipierswoningen voor de gevangenis